# Thelazia rhodesii
Thelazia rhodesii är en rundmaskart. Thelazia rhodesii ingår i släktet Thelazia, och familjen Thelaziidae. Arten är reproducerande i Sverige.